# ریو کوبوتا
ریو کوبوتا (انگلیسی: Ryo Kubota؛ زادهٔ ۸ آوریل ۱۹۹۱) بازیکن فوتبال اهل ژاپن است.